# Arvo Aaltonen

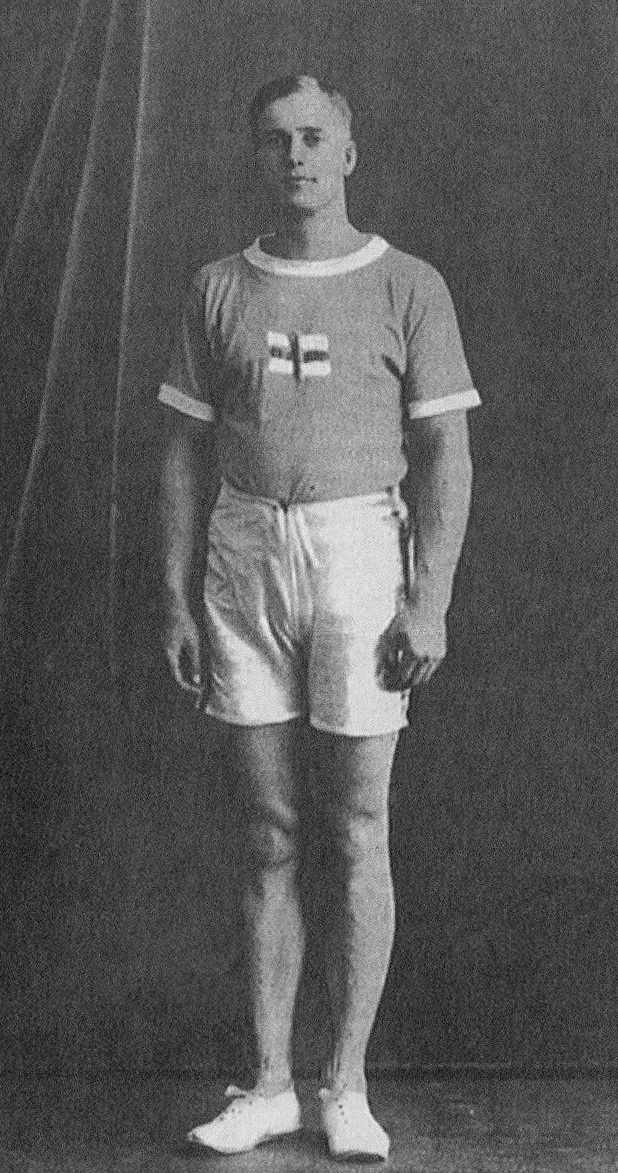
Arvo Aaltonen

Arvo Ossian Aaltonen (* 2. Dezember 1889 in Pori; † 17. Juni 1949 ebenda) war ein finnischer Schwimmer, der auf die Bruststrecken spezialisiert war.
Aaltonen war zwischen 1912 und 1924 dreifacher Olympiateilnehmer. Bei seinem Debüt bei den Olympischen Sommerspielen 1912 in Stockholm erreichte er sowohl über 200 Meter Brust, wie auch über 400 Meter Brust das Halbfinale. Acht Jahre später, bei den Sommerspielen in Antwerpen, gewann er über diese beiden Strecken die Bronzemedaillen. Zum letzten Mal ging er – inzwischen 33-jährig – bei den Sommerspielen 1924 in Paris an den Start, kam aber über 200 Meter Brust nicht über den Vorlauf hinaus.  
Seine beiden Medaillen blieben bis 1992 die letzten Medaillen in Schwimmwettbewerben für finnische Athleten.